# Henri Groussau
Henri Groussau, né le 17 juin 1851 à La Jarrie (Charente-Inférieure) et mort le 12 octobre 1936 à Versailles (Seine-et-Oise), est un universitaire et homme politique français. De confession catholique, il met tout d'abord sa connaissance du droit administratif au service des congrégations en butte à l'hostilité de la Troisième République, puis conseille le Vatican sur la législation religieuse française.
En parallèle, il occupe les fonctions de député du Nord de 1902 à 1936, où il se distingue comme l'opposant le plus ferme à la loi de Séparation — il en développe une critique juridique et sociale fortement étayée — et en contribuant avec ardeur à la reconstruction des régions envahies pendant la Première Guerre mondiale.

## Biographie

### Universitaire en droit
Henri Constant Grousseau est le fils de Louis Henri Grousseau est de son épouse Eugénie. Son père est boulanger en Charente-Maritime, et conseiller d'arrondissement conservateur du canton de La Jarrie -, il fait de brillantes études dans un établissement religieux et s'oriente vers le droit, se destinant au barreau. Après avoir soutenu sa thèse de doctorat à Poitiers en 1874, il est nommé substitut du procureur général à Châtellerault. Il effectue également un passage au parquet de La Rochelle. Durant cette période, il prépare l’agrégation de Droit, pour laquelle il obtient une dispense en raison de son jeune âge, et parvient à y être admissible.
En 1875, Camille Féron-Vrau fait appel à lui pour fonder la faculté de droit de la toute nouvelle Université catholique de Lille, alors qu'il n'a que 24 ans. Il s’attelle à la tâche avec deux de ses amis, Gabriel de Vareilles-Sommières, professeur à l'Université de Poitiers, et Trolley de Prévaux, procureur à La Rochelle. Il y enseigne le droit administratif, la législation financière, l’économie sociale et le droit constitutionnel jusqu’en 1902. Au cours de sa carrière universitaire, c'est un professeur très apprécié et respecté par ses étudiants.
Il publie un certain nombre de travaux en droit administratif et en économie sociale.

### Juriste de l’Église catholique

#### Avocat des congrégations
En plus de ses fonctions de professeur de faculté, il s'implique dans la « défense religieuse ». En effet, la fin de la république conservatrice et l'arrivée au pouvoir des Républicains opportunistes marque le début de la politique anticléricale. Opposé à l'importance croissante de l’État dans la société, car il voit dans cette tendance une source d’individualisme et d’asservissement des citoyens, il s'en prend au poids excessif des dépenses publiques, aux abus de la centralisation abusive, et propose un retour aux libertés des anciennes assemblées provinciales.
En 1880, il publie La guerre à la religion, une revue des lois antireligieuses passées par les républicains. Il s'implique également dans les Assemblées Générales des catholiques du Nord et du Pas-de-Calais, où il en vient bientôt à jouer un rôle majeur. En 1882, il fait une intervention sur le sujet des « Lois et projets de loi contre la religion » qui reprend en partie son ouvrage de 1880 et passe en revue l’ensemble de la législation - adoptée ou en projet - concernant la laïcisation de la France. En 1883, à Arras, il donne une conférence pour défendre le régime concordataire français.
En 1893, il fonde la Revue administrative du culte catholique, placée sous le patronage du recteur des universités catholiques de Lille, Mgr Baunard. Cette publication vise à armer juridiquement les catholiques pour leur permettre de se défendre. Il s'y traite de la législation religieuse et des rapports entre l'Église et l'État français. Il en reste le rédacteur pendant 12 ans, jusqu'à ce que la revue fusionne en 1906 avec le Journal des Conseils de Fabriques.
Henri Groussau est également président de l’Association des jurisconsultes catholiques.
Du fait de son expertise juridique, Groussau est progressivement sollicité par les congrégations pour être leur avocat. Ces dernières rencontrent en effet de plus en plus de difficultés auprès du gouvernement : en 1894, la fiscalité les concernant est fortement augmentée et l'application de la loi de 1901 pose des problèmes insondables au vu du refus des radicaux de les inclure dans le régime général.

#### Conseiller de l'Église sur la loi de Séparation
Ces relations avec l'Église ne se cantonnent pas aux congrégations. Groussau est en effet l’interlocuteur politique et le consultant juridique de la plupart des évêques et cardinaux français, si bien qu'on le qualifie souvent d’« avocat-conseil de l’Église de France ».
Il est même parfois consulté par le souverain pontife. En 1896, il adresse à Rome un mémoire sur la loi fiscale de 1894, où il conseille de refuser de se soumettre à cette loi. Le 22 février 1905, nonce Carlo Montagnini écrit au sujet de Groussau : « À mon avis, Groussau est l’un des nôtres les plus importants, c’est le plus sûr et le plus orthodoxe ». En septembre 1905, il rencontre Pie X qui souhaite connaître son avis sur la loi de Séparation, alors en préparation. Grousseau lui fait alors connaître son opposition résolue. Son avis, bien qu'important, n'a pas déterminé entièrement la position du Pape sur la question, bien que Aristide Briand et Jean Jaurès l'aient prétendu. L'avis de Groussau est en effet loin d'être le seul qui soit parvenu au Vatican sur cette question épineuse. En revanche, il a une responsabilité bien plus importante dans le refus de la solution de remplacement aux associations cultuelles que Briand propose en novembre 1906, une fois connue la position de Pie X : il s'agissait de placer l’organisation du culte sous le régime de la loi du 30 juin 1881 sur les réunions publiques, avec déclaration annuelle pour la célébration des offices. Une lettre du nonce au secrétaire d'état Mgr Merry del Val précise que « Groussau et d’autres sont opposés à la déclaration qui ne serait pas légale » et que « le terrain de la lutte est le seul avantageux pour l’Église ». Groussau fait également part de son opposition à l'application par la hiérarchie catholique de la loi de 1907, autre tentative de Briand pour accommoder l’État avec l'Eglise.
Catholique fervent, pilier de la paroisse Saint-Louis de Versailles, il est orateur dans de très nombreux congrès diocésains dans les années 1920.
En 1920, il joue un rôle dans les négociations qui visent à normaliser les relations entre le gouvernement et le Vatican. Le fond du problème réside dans le fait que les associations cultuelles placeraient l'organisation du culte sous le contrôle des laïcs, ce qui est inacceptable pour la hiérarchie catholique. Toutefois, certaines voix, comme celle de Mgr Chapon et de l'abbé Ferdinand Renaud, publiés anonymement dans la Revue des Deux Mondes, affirment que la jurisprudence du Conseil d'État et de la Cour de cassation permettent d'envisager le respect du principe de hiérarchie tout en restant dans le cadre de la loi de 1905. C'est dans ce contexte que Mgr Chollet, archevêque de Cambrai et connu pour son intransigeance, fait part à Groussau de la volonté de Benoît XV de disposer d’une esquisse pour modifier la loi de 1905. Aussi, Groussau commence à rédiger un mémoire sur les modifications législatives à apporter à la loi de 1905 pour que les intérêts de Rome soient saufs. Toutefois, cette volonté de Benoît XV n'est pas avérée et cette démarche s'inscrit dans la lutte d'influence autour du pape : certains, comme la congrégation des affaires extraordinaires du Vatican, abondent dans le sens de la Revue et prétendent que la création d’associations cultuelles peut se faire tout en respectant l’autorité hiérarchique, tandis que d'autres, comme Jean-Arthur Chollet et l'assemblée des cardinaux (via leur lettre adressée le 16 mai 1920 au pape), sont d'un avis contraire. Le 28 mai 1920, le cardinal Gasparri, négociateur du pape, accepte le maintien de la législation française. Une fois le mémoire de Groussau terminé, Mgr Chollet lui confie qu'il espère que ses notes « détruiront à Rome l’impression laissée par la Revue des Deux Mondes ». En effet, Groussau souligne que la jurisprudence invoquée lui paraît incomplète et précaire :
- incomplète car le principe hiérarchique invoqué laisse de côté la question financière, ce qui implique que la loi confère l’autorité souveraine à l’assemblée générale de l’association cultuelle, placée au-dessus de l’évêque ;
- précaire, car la jurisprudence du Conseil d’État ne concerne que les associations cultuelles déjà constituées en conformité avec la loi de 1905 et donc ne vise que les cultes protestants et israélites ;
- toutefois, la jurisprudence de la Cour de Cassation, qui se rapporte à la loi de 1907 et vise le culte catholique, peut être invoquée avec succès.

Groussau propose non seulement de pérenniser la jurisprudence de la Cour dans la révision de la loi de 1905 mais également d'amender l'article 19 pour éviter que les dispositions légales des associations cultuelles ne fassent obstacle à l'organisation du culte catholique. Ces deux modifications sont pour lui minimales et doivent être la condition sine qua non d'un accord. Il fait également d'autres propositions qu'il juge fondamentales pour que la loi soit pleinement satisfaisante :
- la suppression des restrictions concernant les réserves financières des associations cultuelles ;
- le droit pour les associations cultuelles de recevoir des dons et legs ;
- un monopole pour les ecclésiastiques dans leur composition ;
- la limitation de la mission des associations cultuelles à la gestion du denier de l'Église et des biens nouvellement acquis ;
- le Vatican devrait pouvoir préciser la part des biens confisqués de l’Église qui puisse être revendiquée, et quelle part serait abandonnée dans le cadre d’une co-donation de l’État et de l’Église aux œuvres d’assistance.

En 1921, il est également consulté sur les statuts des associations diocésaines, alors en projet. Mgr Chapon, pour apaiser l'épiscopat français, les a rédigés pour accorder de larges pouvoirs aux évêques, ce que Groussau critique immédiatement comme contraire aux lois du 9 décembre 1905 et du 13 avril 1908. Des statuts ainsi rédigés serait alors toujours sous la menace d'une annulation par le gouvernement français s'il se décidait à affirmer la prééminence des lois, entraînant la dissolution des associations. Dans ses conclusions, il réitère sur la nécessité fondamentale de réviser la loi de 1905. Lorsqu'un deuxième projet amendé lui parvient, il maintient son opposition en remarquant que le problème de la gestion financière n'est pas résolu, et souligne que l’assujettissement des associations diocésaines au contrôle du Conseil d’État est une source possible de persécutions administratives discriminatoires par rapport aux associations loi 1901. Cette distinction étant inadmissibles dans un régime de séparation, il continue à réclamer la révision de la loi de 1905. Du fait de son intransigeance et de l'impossibilité perçue de modifier la loi de Séparation, il est écarté des négociations, qui aboutiront finalement à la constitution des associations diocésaines en 1924.

### Député du Nord

#### La«défense religieuse»(1902-1914)
Bien que monarchiste convaincu dans sa jeunesse, il fait partie des premiers ralliés à la République à la suite des consignes de Léon XIII. Ainsi, aux élections de 1902, il se présente pour la première fois au mandat de député du Nord dans les cantons de Tourcoing-Nord et de Quesnoy-sur-Deûle (à savoir la 9e circonscription du Nord), sous l'étiquette de « républicain libéral » (fréquemment employée par les ralliés de l'Action libérale populaire), face à l'industriel Paul Saint-Léger, candidat républicain radical. En dépit du soutien très tiède des républicains progressistes — ils lui reprochent ses liens avec les congrégations —, il est élu dès le premier tour, obtenant 58% des voix exprimées. Il adhère à l'Action libérale populaire et devient un fidèle collaborateur d'Albert de Mun et Jacques Piou. Sa haute compétence juridique fera de lui le principal défenseur des intérêts de l’Église et de la liberté religieuse à la Chambre des députés.
Au cours de son premier mandat, il se dévoue majoritairement à la défense des congrégations religieuses et enseignantes, menacées par l'anticléricalisme de combat d'Émile Combes qui applique la loi de 1901 d'une manière bien plus restrictive que l'esprit dans lequel l'avait conçue Pierre Waldeck-Rousseau. La loi de 1904 portant suppression des congrégations enseignantes est aussi un coup terrible porté à la liberté religieuse. Durant cette période, Groussau multiplie les interpellations et ferraille à la tribune de la Chambre, dénonçant notamment la liquidation des biens des congrégations, qu'il juge scandaleuse. Le 27 juillet 1904, à l'occasion de l'expulsion de la congrégation des Bernardines d'Esquermes, il proteste avec véhémence : « En vérité, ce sont des crimes qui se commettent. Je sais bien qu’ils ne sont pas ordonnés par le gouvernement et les Chambres, qu’ils ne sont pas punissables devant les tribunaux humains. J’affirme pourtant qu’ils sont des crimes ».
En 1905, la loi de Séparation, venant couronner l'entreprise de déchristianisation de la société française menée par les radicaux, rencontre également sa franche opposition :
- Du point de vue du droit, la loi de 1905 rompt unilatéralement le Concordat, à savoir un traité engageant à la fois la papauté et la France. D'autre part, la suppression du budget des cultes peut être vue comme une spoliation : d'après Groussau, il s'agissait d'une dette sacrée de la France, contractée du fait de la nationalisation des biens du clergé durant la Révolution française. Lorsque Aristide Briand, le promoteur de la loi de 1905, soutient que l’engagement financier de l’État n'était que conjoncturel, Groussau invoque l’article 5 du décret du 20 avril 1790 disposant qu’une somme annuelle est affectée au budget des cultes.
- Du point de vue du fait, Groussau considère que la loi de 1905 ne pourra apporter aucune garantie aux catholiques, contrairement à ce que Briand affirme. Pour le député du Nord, l'histoire de la législation religieuse est marquée par une intransigeance croissante du gouvernement, poussé sur sa gauche par les libres-penseurs et les francs-maçons. En effet, l’extrême gauche n'aura de cesse tant qu'elle n'aura pas jeté à bas l’Église catholique et elle n'hésitera pas à aller au-delà d’un projet jugé timoré. Le député catholique cite à l'appui deux exemples de lois détournées de leur objet : d'une part la loi Goblet de 1886 sur la laïcisation du personnel de l’enseignement primaire qui a été appliquée brutalement et non progressivement comme prévu initialement ; d'autre part la loi Waldeck Rousseau de 1901 sur les associations, dont l’auteur reprocha à Combes d’en avoir fait une loi d’exclusion.

Partisan du refus inconditionnel de la loi de 1905, il déclare à la fin de son intervention : « Je vous le déclare, Messieurs, que cette loi, sans la connaître, nous n’en voulons pas ». Dans cet esprit, il vote contre l’article disposant que « la République garantit la liberté de conscience et des cultes », contrairement aux autres représentants de la droite catholique du Nord, à l’exception notable du comte de Montalembert. L'attitude combattive et intransigeante de Groussau est appréciée par le souverain pontife : bien informé sur la situation en France, Pie X parlait ainsi des hommes politiques défenseurs de l’Église : « Ah oui, je sais, Gustave de Lamarzelle au Sénat et Groussau à la Chambre ».
Malgré son opposition à la loi, il n'en contribue pas moins à la discussion de ses articles, ses compétences juridiques étant mises à contributions, et reconnues même par ses opposants radicaux et d'extrême-gauche.
Aux élections de 1906, il est réélu au deuxième tour face à son adversaire Désiré Ducarin, candidat des radicaux, industriel et maire de Comines. Au cours de cette législature, il est à l'origine d'une interpellation du ministre de l'Instruction publique où il l'interroge sur la politique de la neutralité et l'enseignement de la morale dans les écoles publiques. Il présente également plusieurs rapports sur des questions de droit électoral. Enfin, il s'implique dans les débats de nombreux textes portant, notamment, sur l'impôt sur le revenu, le tribunal des conflits et les retraites ouvrières et paysannes.
C'est durant cette période qu'est lancée une campagne de presse contre lui par le catholique libéral Julien de Narfon dans Le Figaro, et par le journal gouvernemental Le Matin. Cette campagne critique le cléricalisme de Groussau est l'accuse d'être responsable du rejet des associations cultuelles par Pie X. Cette accusation s'appuie sur les papiers du nonce Montagnini, saisis illégalement par le gouvernement Clemenceau en décembre 1906. Elle est relayée par les adversaires politiques de Groussau et notamment Aristide Briand et Jean Jaurès.
Malgré l'application de la loi sur l’obligation et la laïcité de l’enseignement primaire est déjà appliquée depuis 20 ans, la question scolaire revient au premier plan des débats au cours de cette législature. En effet, la fermeture des écoles congréganistes désorganise profondément l'enseignement catholique, ce qui amène les catholiques à surveiller d'autant plus la stricte neutralité de l'école laïque. Dans cette dernière, une nouvelle génération d’instituteurs se montre en effet plus hostile à la religion que la précédente, ce qui déclenche la guerre scolaire de 1907. En 1908, Gaston Doumergue propose une loi visant à sanctionner les pères de famille ayant retiré leurs enfants de l’école pour les soustraire à un enseignement qu'ils auraient jugé antireligieux. Un autre projet retire les instituteurs, s'ils sont objets de plainte, à la juridiction des tribunaux ordinaires, pour les soumettre à celle des tribunaux administratifs. Groussau s'oppose avec vigueur à ces deux projets, qui échouent.
Les tensions sont relancées en 1909, quand l’épiscopat français met à l’index plusieurs manuels de morale et publie en septembre 1909 une déclaration condamnant la laïcité à l'école. Les amicales d’instituteurs s’engagent alors à maintenir en usage les manuels condamnés par l’épiscopat. Les deux propositions de loi, abandonnées jusqu'à maintenant, sont reprises. Le 10 mars 1910, Groussau monte à la tribune pour critiquer la loi du 28 mars 1882, à laquelle il oppose « les droits de la conscience individuelle qui ne sauraient être violés par la loi. La désobéissance d’un seul s’appelle un délit. La désobéissance de milliers et de centaines de milliers s’appelle un mouvement d’opinion qui peut en imposer au Parlement lui-même ». Il menace également de médiatiser tous les procès contre des parents qui auraient retiré leurs enfants de l’école : « Vous pouvez opprimer les catholiques, vous ne les asservirez jamais. Les catholiques s’attendent à tout, ils n’ont peur de rien ! ».
Aux élections de 1910, il est réélu contre son adversaire Denis Bodden, candidat radical.
Tandis que les débats sur l'école se poursuivent, Groussau prononce le 17 novembre 1911 un discours où il oppose la politique radicale des années d’avant-guerre à celle de Jules Ferry, et souligne le passage délétère de la neutralité confessionnelle à la neutralité religieuse. Il pointe notamment René Viviani qui se prononce pour la suppression de toute référence à Dieu dans l’enseignement de la morale alors qu'elle avait été maintenue dans l’arrêté de Jules Ferry du 27 juillet 1882. Le 11 janvier 1913, il réitère et met en difficulté le ministre Louis Barthou. Dans un premier temps, ce dernier déclare qu’il se refuse à demander aux instituteurs d’enseigner les devoirs envers Dieu car ce serait les inviter à violer la neutralité. Mais une fois mis devant la contradiction entre cette affirmation et la réglementation existante, il est contraint de revenir sur sa déclaration dès le lendemain, même s'il nuance sa reculade : « Je ne donnerai pas le conseil d’enseigner dogmatiquement les devoirs envers Dieu. »
Aux élections de mai 1914, il est réélu au deuxième tour contre son adversaire Désiré Ducarin. La même année, il intègre le comité directeur de l'Action libérale populaire.
Sa rigueur et son respect des personnes lui font gagner l’estime de tous à la Chambre, même de ses adversaires ; ainsi Jean Jaurès disait de lui : « Monsieur Groussau sait – et je le lui ait dit souvent – quelle estime j’ai, je puis dire, nous avons, pour la ferveur de sa conviction, pour la loyauté de sa parole ».
Durant cette période, il est également vice-président du Comité catholique de défense religieuse,.

#### Héraut de la reconstruction du Nord (1914-1924)
L'invasion allemande du Nord au début de la Première Guerre mondiale le coupe des habitants de sa circonscription. Resté à Paris, il assiste aux obsèques d'Albert de Mun en octobre 1914 et participe activement aux débats à la Chambre. Il intègre le groupe parlementaire transpartisan des régions envahies et en devient le vice-président, faisant preuve d'une assiduité et d'un travail remarquables. En particulier, l’élaboration de la loi du 17 avril 1919 sur les dommages de guerre lui doit beaucoup. Après la guerre, il préside la commission nouvellement créée des régions libérées, contribuant à ajouter la qualité de défenseur du Nord à ses brevets de « défense religieuse ». Surveillant de près les reconstructions, il interpelle le gouvernement le 19 juin 1919 sur les mesures prévues pour assurer sans retard aux victimes civiles de la guerre les réparations dues. 
Aux élections de 1919, il est réélu sur la liste d'union nationale et républicaine de la droite catholique (le centre-droit faisant liste à part, bien que les deux tendances relevassent du Bloc national), obtenant le meilleur score parmi ceux qui figurent sur sa liste. Le scrutin de liste étant départemental, Groussau ne représente plus spécifiquement les deux cantons qui l'avait élu aux législatives précédentes. Durant ce mandat, il siège au sein des Indépendants de droite, un groupe parlementaire dominé par les sympathisants de l'Action française. Ce positionnement parlementaire s'explique pour trois raisons :
- l'Action libérale populaire ne dispose plus d'un groupe parlementaire structuré, ayant été mise en sommeil pendant la guerre ;
- la Fédération républicaine du Nord - l'autre grand parti de droite - a refusé qu'il rejoigne ses rangs, le jugeant trop clérical[5], tout comme son collègue Jean Plichon ; c’est d'ailleurs pour cela qu'il n'a pas pu figurer sur la liste de centre-droit et il faudra attendre 1928 pour que cette exclusive soit levée[2] ;
- le catholicisme social et le refus de la laïcisation de la société française sont deux priorités du groupe qu'il partage.

Il conserve durant ce mandat les fonctions de commission des régions libérées ; il le restera jusqu'à la fin de sa carrière parlementaire.
Il exerce une influence déterminante sur Jean Le Cour-Grandmaison, un député catholique de trente ans son cadet et qui sera le futur président de la Fédération nationale catholique.

#### Opposition au Cartel des gauches (1924-1928)
Aux élections de 1924, le refus des membres de la Fédération républicaine du Nord de le faire figurer sur leur liste ne l'empêche pourtant pas d'être élu sur une liste de la droite catholique et de siéger au cours du mandat dans le groupe de l'Entente républicaine démocratique — qui représente la Fédération républicaine à la Chambre des députés.
La victoire du Cartel des gauches marque un sursaut de la politique anticléricale. Édouard Herriot annonce notamment vouloir supprimer l'Ambassade de France près le Saint-Siège, reprendre l'expulsion des congrégations et élargir la Loi de séparation des Églises et de l'État à l'Alsace-Lorraine. Devant cette reprise des mesures antireligieuses, Groussau prône une union des catholiques la plus large possible au cours du congrès des catholiques du Nord en 1924. Il intègre également la Fédération nationale catholique, organisme créé pour fédérer le mouvement de protestation des catholiques à l'échelle nationale. Il en sera le vice-président de 1924 à 1936. Enfin, il occupe les fonctions de conseiller juridique de la Ligue des Droits du religieux ancien combattant, l'une des composantes de la FNC.
Le 19 mars 1925, lors de la discussion à la Chambre de l'interpellation du gouvernement relative à la Déclaration sur les lois dites de laïcité, il prend la parole pour justifier l'action de la hiérarchie catholique française. A ceux qui défendent l'intangibilité des lois de laïcité, il oppose une philosophie jusnaturaliste :

« Alors que nous sommes sous le régime de la souveraineté nationale et de la loi du nombre, comment voulez-vous que la majorité d'aujourd'hui ne puisse pas défaire et refaire ce qu'a fait la majorité d'hier, et la majorité de demain, ce que la majorité d'aujourd'hui a pu instituer (Applaudissements à droite, au centre et sur divers bancs à l'extrême gauche.) Les lois intangibles, ce ne sont pas les lois positives, ce sont les lois naturelles, établies par le créateur, gravées dans notre conscience par Dieu. Personne, je l'espère, ne contestera ce point. […]
Quand des catholiques refusent d'admettre que l’État est la source de tous les droits et de tous les devoirs, quand les archevêques et les cardinaux, reproduisant la doctrine éternelle de l'Eglise, déclarent qu'il vaut mieux obéir à Dieu qu'aux hommes, ils ne sont pas des rebelles envers l'Etat et la société moderne, ils sont, je ne crains pas de le dire, les défenseurs du droit naturel et de la liberté. (Applaudissements à droite et au centre.) »

Au cours de ce mandat, il propose avec son collègue l'abbé Bergey - et ce à deux reprises - l’abrogation de la loi de 1904 et du titre III de la loi de 1901 établissant un régime discriminatoire pour les congrégations. Il demande également une modification de l’article 6 de la loi de 1901 afin que les associations d’utilité publique puisse disposer de la capacité juridique de tester en justice et de posséder des propriétés. Dans son discours du 19 mars, il déplore la persécution des congrégations par le gouvernement radical dans les termes suivants :

« Messieurs, connaissez-vous une histoire plus navrante que celle de la loi de 1904 ? Si je n'abuse pas de vos instants (Parlez ! parlez !), elle vaut d'être rappelée. En 1901, vous le savez, on a fait la loi sur les associations. La première partie de la loi donne la liberté aux associations, la seconde partie la refuse aux congrégations. Pour pallier en quelque sorte cette inégalité choquante, sur laquelle je ne veux pas m'étendre, qu'il suffit d'indiquer, on a dit : "Sans doute, nous soumettons les congrégations à l'obligation de l'autorisation, mais qu'elles la demandent, on l'accordera, quand cela sera raisonnable et alors, il y aura pleine sécurité pour les congrégations autorisées." Or, toutes les congrégations sans exception, qui ont demandé l'autorisation se la sont vu refuser et, en 1903, le Gouvernement a demandé la suppression des congrégations autorisées à titre de congrégations enseignantes. Dans l'exposé des motifs du projet de loi déposé à cet effet, il y a une phrase vraiment inouïe. On se demande comment un Gouvernement a pu écrire ce que je vais vous lire : "Au moment de la promulgation de la loi du 1er juillet 1901, le nombre des établissements congréganistes fonctionnant, en fait, sans autorisation, était considérable. Le grand service rendu par cette loi de 1901 a été précisément d'obliger tous ces établissements à se révéler et de permettre leur suppression." (Exclamations à droite et sur divers bancs au centre.) Et c'est ainsi qu'on a pu les dépouiller de leurs biens. […]
Elles n'étaient pas bonnes avant la guerre, ces lois d'exception, ces lois que les juristes appellent des lois de combat, des lois qui sont la honte de la législation française. Mais, depuis la guerre, il ne peut plus être question de lois d'exception. Il faudra véritablement, si vous avez le sentiment de la justice, que vous rendiez aux catholiques exactement ce à quoi ils ont droit. »

Groussau fait également partie de la commission de l’enseignement et des beaux Arts où il combat le projet d’école unique. Par ailleurs, il considère que l’extension de la gratuité à l’enseignement secondaire est un prélude au monopole de l’enseignement public.
Malgré sa stature de défenseur de l'Église, Henri Groussau ne contente pas durant ce mandat d'intervenir sur les questions de politique religieuse et d'éducation mais participe également à d'autres débats, comme la politique étrangère. En 1924, il proteste notamment à la tribune de la Chambre contre l’octroi au Royaume-Uni du mandat sur la Palestine, parce qu'il revient à faire passer les Lieux Saints sous contrôle britannique.
Durant cette période, il patronne également la Ligue des catholiques français pour la justice et la paix internationale. En 1928, il est à l’origine de la création du bimensuel La Voix des Familles.

#### Figure majeure de la Fédération républicaine (1928-1936)
Aux élections de 1928, il est réélu contre Gustave Desmettre, maire communiste d'Halluin. Cette élection ayant acté le retour au scrutin d'arrondissement, il représente cette fois sa circonscription de 1902 agrandie du canton d'Armentières - il s'agit de la 10e circonscription du Lille. Il continue à siéger parmi les membres de la Fédération républicaine, au sein du groupe parlementaire qui se nomme cette fois Union républicaine démocratique.
Durant cette législature, il propose un renforcement du protectionnisme douanier pour limiter les effets de la crise de 1929.
En 1931, il proteste contre la célébration du cinquantenaire des lois Jules Ferry et conteste les crédits qui doivent être votés pour décerner à cette occasion des décorations aux serviteurs de l’enseignement public. Il en profite aussi pour reprendre refaire le procès de la loi de 1892 et attaquer la laïcisation de l’enseignement public.
Il demande également la création d’une Cour Suprême ayant connaissance des atteintes portées aux droits et aux libertés des citoyens. Enfin, il défend la diminution du nombre des parlementaires et se prononce pour réduire le déséquilibre de représentation entre les départements du Nord et du Midi.
Le 14 janvier 1932, il est élu vice-président de la Chambre mais il démissionne à peine cinq jours plus tard.
Aux élections de 1932, il est réélu face au dauphin de Gustave Desmettre, le communiste Gilbert Declercq. Il continue à siéger au sein de la Fédération républicaine et poursuit son travail au sein de la commission de l'enseignement et des beaux-arts et de celle des régions libérées.
Lors de son discours à l’ouverture de la session parlementaire de 1933, il se prononce pour la révision des Lois constitutionnelles de 1875 pour accroître les pouvoirs du Président de la République dans le but de remédier à l'instabilité gouvernementale qui marque la fin de la Troisième République.
En 1934, après la mort de Jacques Piou, il est élu président de l'Action libérale populaire, mais ce parti n'est plus aussi influent qu'à ses débuts, ses membres étant dispersés entre le groupe parlementaire de la Fédération républicaine et les non-inscrits de l'extrême-droite de la Chambre.
Il ne se représente pas aux élections législatives d'avril 1936.

### Vie familiale et mort
Sa vie privée est marquée par la mort précoce de quatre de ses six enfants (aux âges de 20, 22, 26 et 34 ans), dont le jésuite Edmond Groussau. Ses deux dernières filles demeurent célibataires.
Mort le 12 octobre 1936 en son domicile Rue Saint-Louis à Versailles, c'est une de ces figures oubliées des grands débats sur la laïcité à la française. À sa mort, le recteur des Facultés catholiques de Lille prononce l'hommage suivant : « Ce n’est pas seulement la Faculté de Droit, mais toute l’Université qui réclame comme sien le champion des libertés religieuses, successeur des Montalembert, des Veuillot et des de Mun, dont la vie tout entière d’inébranlable fidélité, fut consacrée à la grande cause de l’Église. ». Les obsèques d'Henri Grousseau ont lieu le 16 en la cathédrale de Versailles. Il est ensuite inhumé au cimetière Saint-Louis de Versailles dans le caveau de famille.

## Distinctions
- Grand-croix de l'ordre de Saint-Grégoire-le-Grand[3]..